# Erigeron algidus
Erigeron algidus là một loài thực vật có hoa trong họ Cúc. Loài này được Jeps. mô tả khoa học đầu tiên năm 1925.